# كارل جاي جونسون
كارل جاي جونسون (بالإنجليزية: Carl J. Johnson)‏ هو طبيب أمريكي، ولد في 2 يوليو 1929 في ماريون في الولايات المتحدة، وتوفي في 29 ديسمبر 1988 في ليكوود في الولايات المتحدة.

## معرض صور

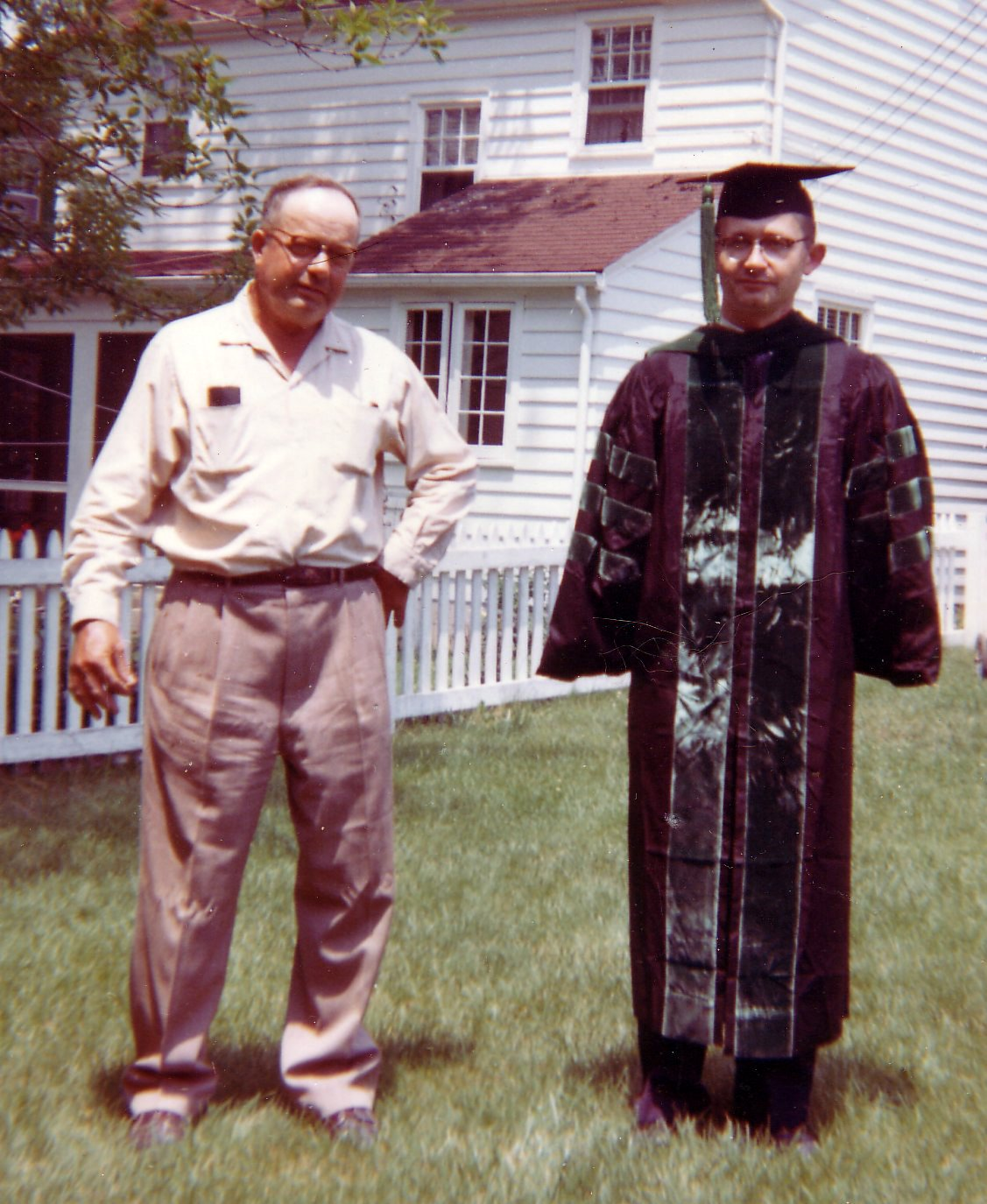
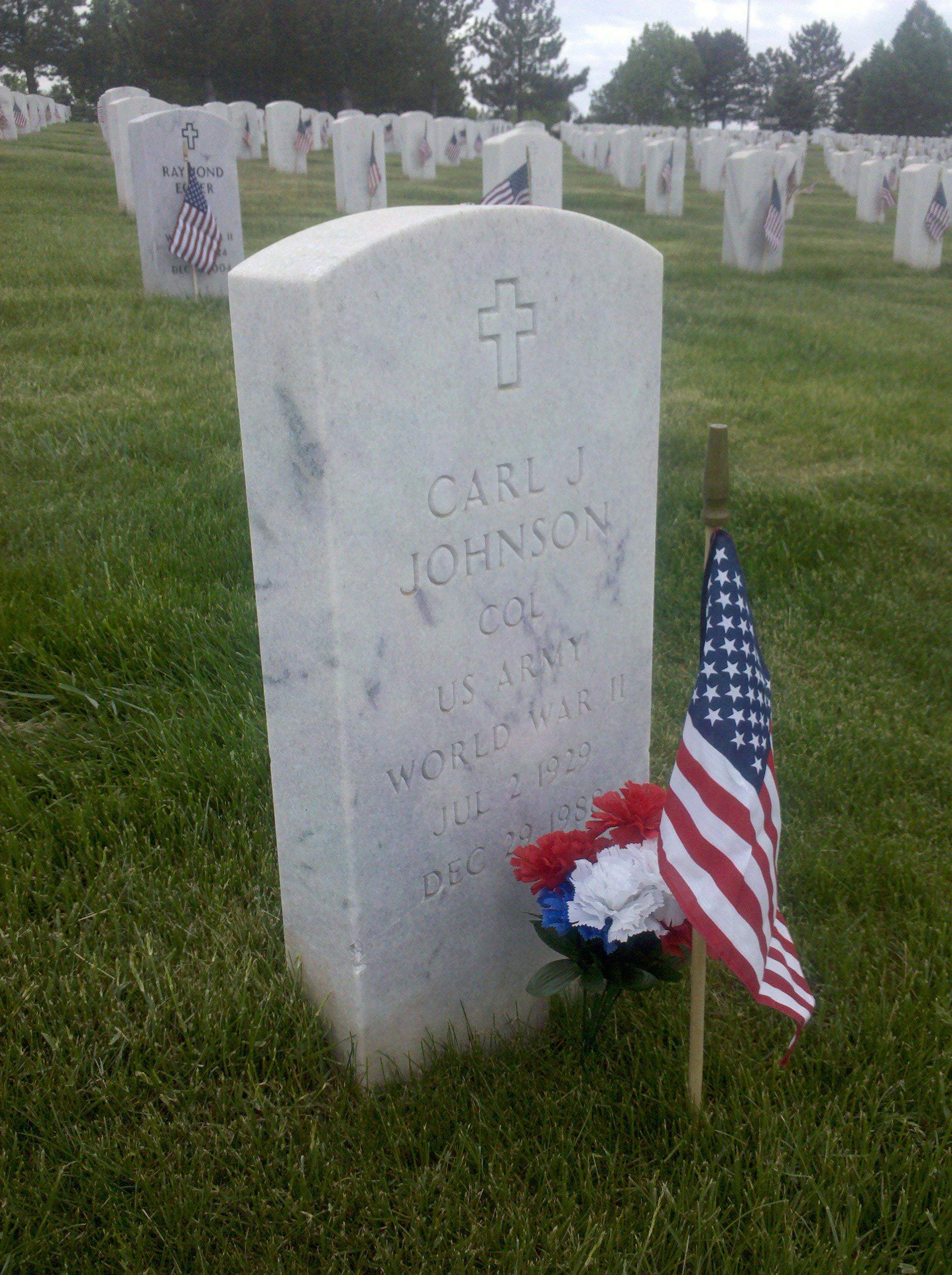
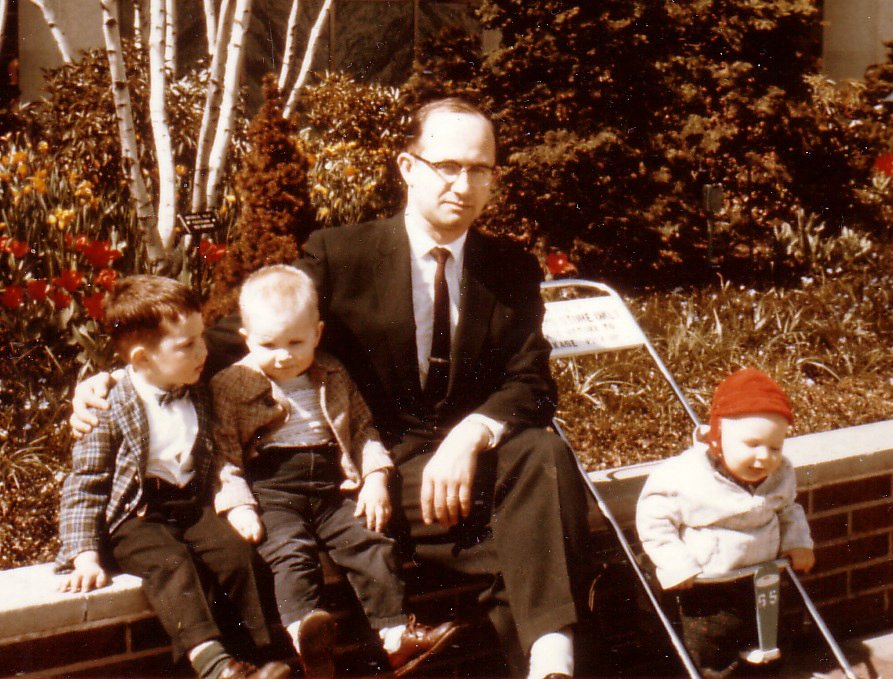